# أربيان الساقي
أربيان الساقي (الاسم العلمي: Anthemis stiparum) هو نوع نباتي يتبع جنس الأربيان من الفصيلة النجمية.

## الموئل والانتشار
في المغرب العربي.